# Pentliczek
Pentliczek - czasopismo dla dzieci ukazujące się w latach 1992-1998.